# 충주 견학리 토성
충주 견학리 토성(忠州 見鶴里 土城)은 충청북도 충주시 신니면 견학리에 있는, 신라의 토성이다. 2006년 1월 6일 충청북도의 기념물 제137호로 지정되었다.

## 개요
구릉 선단부에 축조한 규모가 작은 토성으로 서쪽성벽은 유실되었으나 나머지 부분은 온전하다.
전체 둘레는 200미터가 약간 넘었을 것으로 추정되며 성벽의 높이는 대략 5미터 정도로 보인다. 발굴조사시 출토된 유물로는 목부분에 물결무늬가 시문된 것과 편병,어골문 기와 등이며 출토유물 대부분은 9세기를 전후한 시기의 것으로 통일신라 하대 호족과 관련있는 유적으로 보이며 2차레에 걸치 판축 혹은 수축이 있었던 것으로 밝혀졌다.

## 갤러리

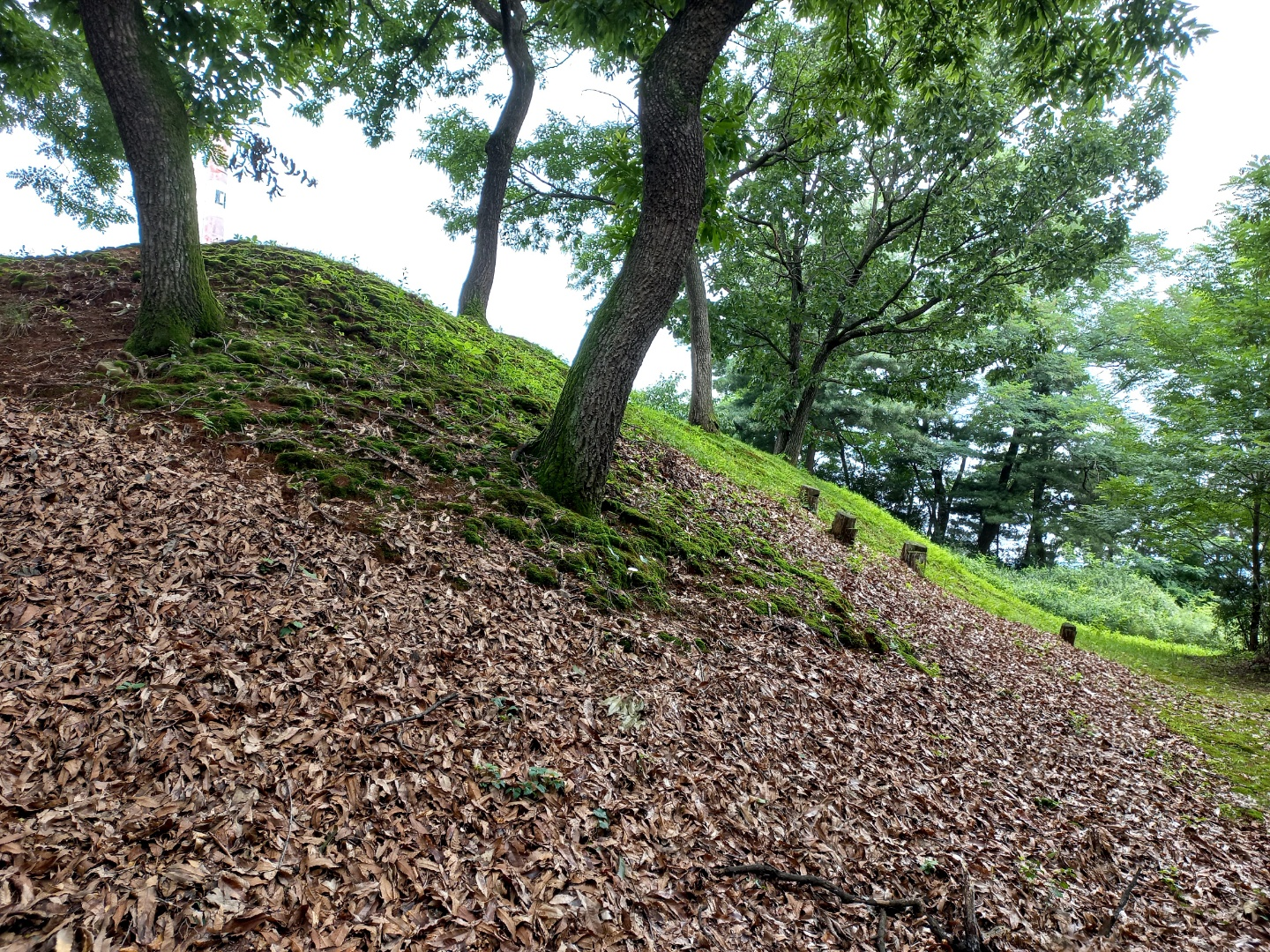
토성 정면 모습
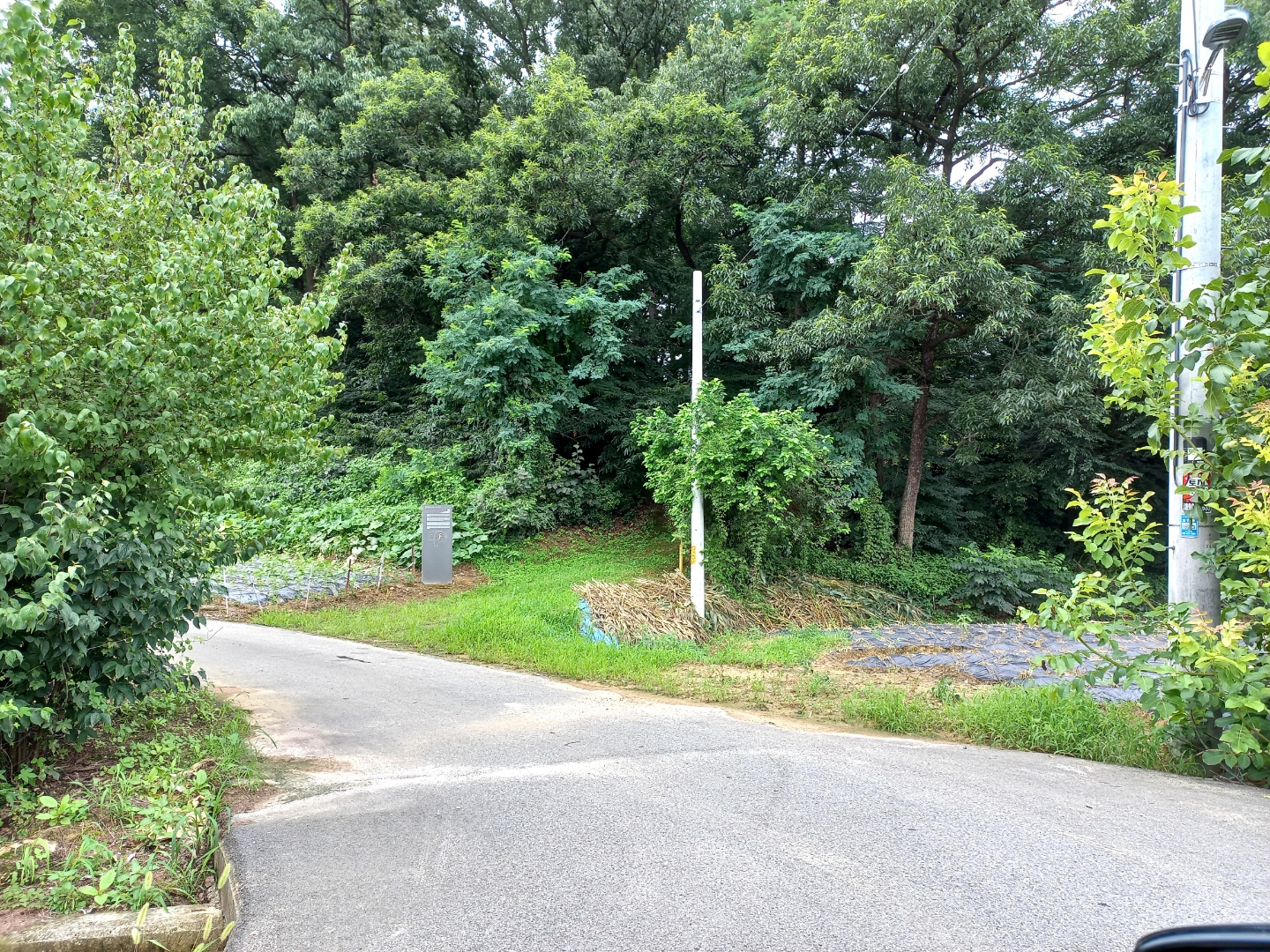
토성 입구
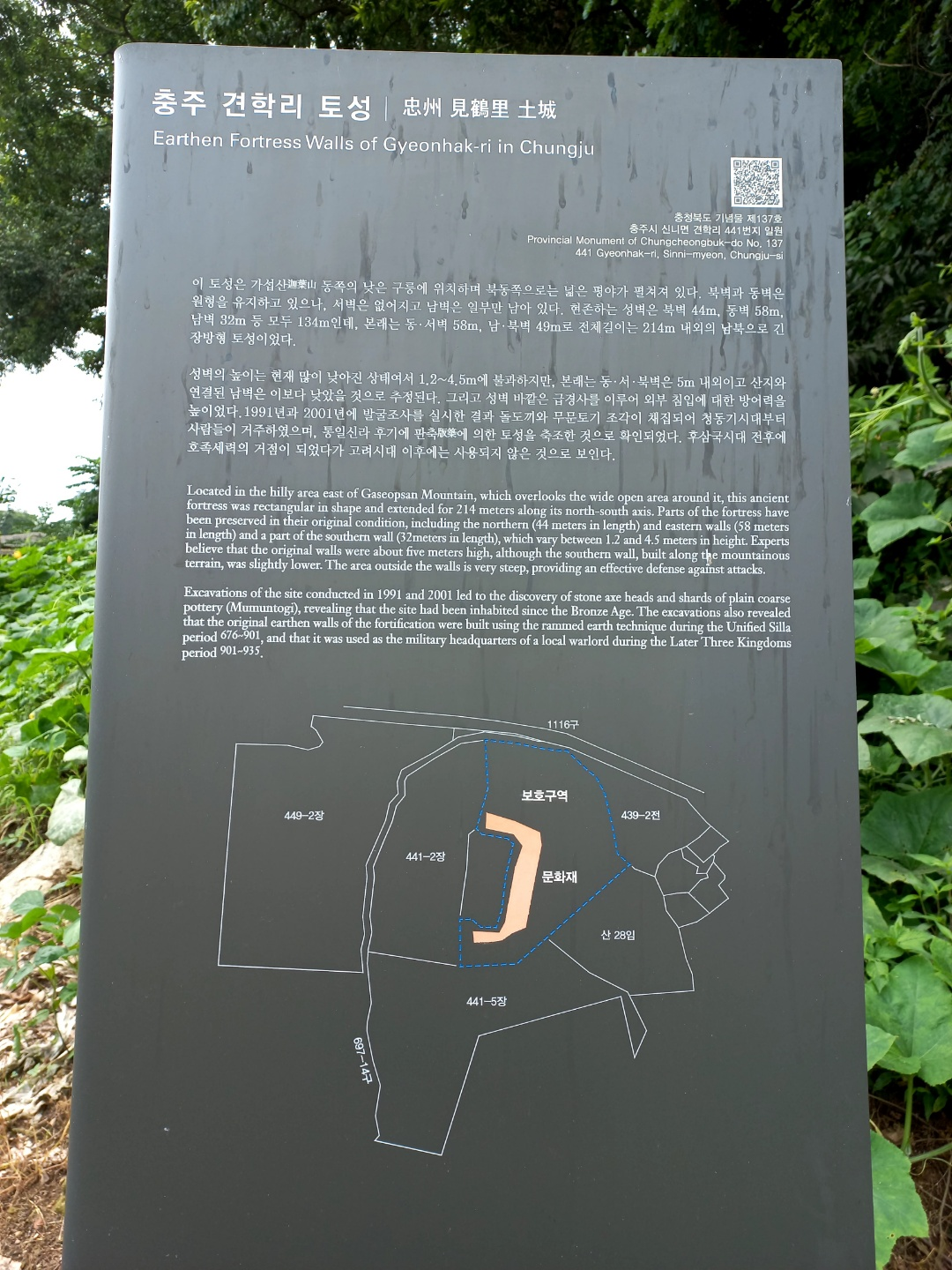
토성 설명 안내판
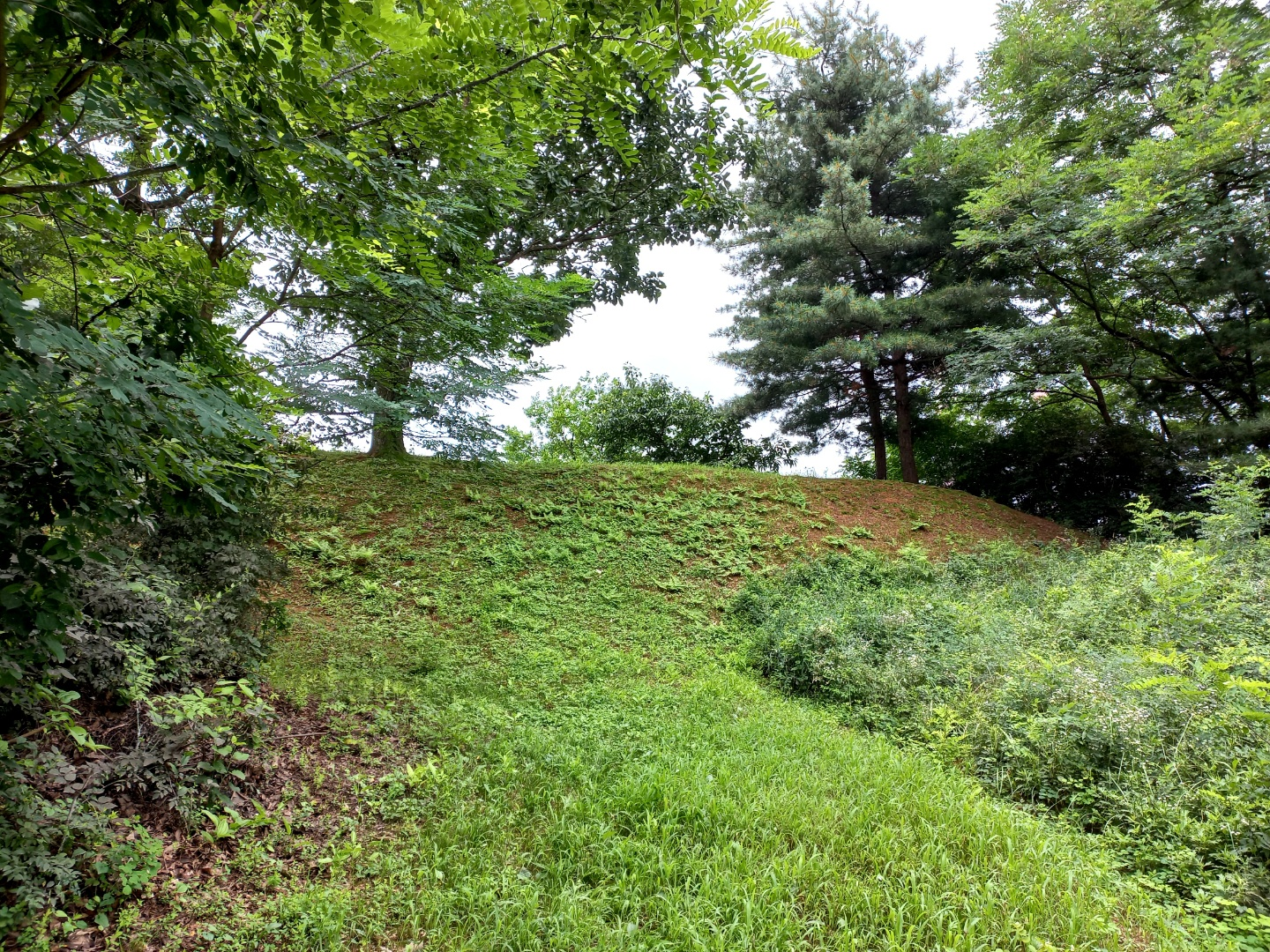
토성 사진 추가

## 참고 문헌
- 충주 견학리 토성 - 국가유산청 국가유산포털